# 15 Korpus Pancerny

Szkak bojowy 15 KPanc we wrześniu 1939

15 Korpus Pancerny (ros. 15-й танковый корпус)  – wyższy związek taktyczny wojsk pancernych Armii Czerwonej z lat trzydziestych i okresu II wojny światowej.

## Struktura organizacyjna korpusu
W 1939
- Dowództwo
- 2 Brygada Pancerna,
- 27 Brygada Pancerna,
- 20 Brygada Zmotoryzowana,
- 401 batalion łączności,
- 22 batalion pontonowo-mostowy
- 89 eskadra lotnicza (klucz U-2, dwa klucze R-5)[2]

## Wyposażenie
We wrześniu 1939 roku korpus liczył:
- 461 czołgów BT,
- 122 samochody pancerne.

## Działania bojowe
We wrześniu 1939 roku 15 Korpus Pancerny wziął udział w ataku na Polskę w składzie konno - zmechanizowanej grupy komkora Bołdina Frontu Białoruskiego. Oddziały Korpusu uczestniczyły w walkach o Grodno (obrona Grodna).